# Tomoyoshi Ono
Tomoyoshi Ono (jap. 小野 智吉 Ono Tomoyoshi; ur. 12 sierpnia 1979) – japoński piłkarz występujący na pozycji pomocnika.

## Kariera klubowa
Od 1998 do 2010 roku występował w klubach Shonan Bellmare i Yokohama FC.